# Loi de Duverger
La loi de Duverger est un principe étudié en science politique concernant les systèmes électoraux et leurs effets sur les systèmes partisans. Elle affirme que le scrutin majoritaire uninominal à un tour tend à favoriser un système bipartite. Selon Duverger, il existe un lien étroit entre un système politique et son système électoral. Les systèmes électoraux déterminent le nombre de sièges obtenus par chaque parti lors d'une élection.
Cette loi s'exprime en deux temps. Elle défend en premier lieu que le scrutin uninominal à un tour favorise le bipartisme. Elle défend en second lieu que le scrutin proportionnel plurinominal et le scrutin à plusieurs tours favorisent le multipartisme. Selon cette loi, la représentation proportionnelle tendrait à un système de partis multiples, rigides,  indépendants et stables (des mouvements passionnels pouvant toutefois bouleverser cette logique) alors que le scrutin majoritaire uninominal à un tour tendrait plutôt à un système dualiste, avec alternance de grands partis ou coalitions indépendants les uns des autres. La découverte de cette tendance est attribuée à Maurice Duverger, un professeur de droit et politologue français qui a observé les effets de ce système de vote et les décrit dans plusieurs articles publiés dans les années 1950 et 1960. Dans ses écrits, Duverger présente les effets mécaniques et les effets psychologiques du mode de scrutin uninominal à un tour.
La loi de Duverger a été présentée comme une loi scientifique. C'est la première loi à s'intéresser aux conséquences partisanes des systèmes électoraux. Les principes de Duverger ont ouvert la voie à un sous-champ massif de la discipline, celui des études électorales. Son statut de loi scientifique est débattu en raison de plusieurs contre-exemples. Il y a maintenant un consensus chez plusieurs politologues qui affirment que le principe défendu par Duverger est une hypothèse à tendance généralisable plutôt qu'une loi en tant que telle. Les effets du mécanisme que Duverger tente de démontrer sont probables, mais ils ne surviennent pas dans chaque situation. Le terme loi est encore utilisé par tradition.

## Concepts

### Vote stratégique
Les travaux de Duverger présentent le vote stratégique comme l'une des conséquences probables du mode de scrutin uninominal à un tour. Dans ce système, un candidat a besoin de la majorité des votes pour remporter la circonscription. Dans une situation où il y a trois candidats et que le troisième candidat n'a pas d'électorat substantiel, les partisans de ce troisième candidat auraient tendance, selon Duverger, à le déserter pour faire un choix stratégique de façon à influencer le choix du vainqueur électoral. Le choix de ne pas voter pour son candidat favori revient à maximiser l'utilité de son vote. Ce phénomène est qualifié de vote stratégique, ou vote utile. Au plan théorique, cela renvoie à la théorie du choix rationnel, selon laquelle les individus effectuent des choix en fonction des coûts et des bénéfices qui y sont associés. Cela implique aussi que les électeurs ont accès à de l'information concernant la compétition entre les candidats. Si les électeurs ne disposent pas de cette information, ils ne peuvent pas effectuer un vote stratégique.

### Bipartisme
Le bipartisme est une situation où seuls deux partis composent la compétition électorale d'un système partisan. Selon Duverger, il s'agit d'une autre conséquence d'un mode de scrutin uninominal à un tour, découlant de l'utilisation du vote stratégique par les électeurs. La loi de Duverger prévoit un résultat de deux partis parce qu'elle suppose que les électeurs tendent à éviter de gaspiller leur vote. Si les électeurs votent pour les mêmes deux partis, cela laisse moins de chance aux partis tiers d'émerger et de se renforcer.
Son principe implique que les partis et les candidats aussi fassent des choix selon la maximisation de l'utilité à participer. Pour les partis et les candidats, le coût lié à la participation est calculé selon la probabilité de gagner. Ils comprennent que les électeurs ne voteraient pas en leur faveur si leur électorat était restreint comparé à celui des autres. Cette double désertion stratégique, venant à la fois des électeurs et des partis, est ce qui réduit le nombre de partis à deux.

### Équilibre duvergérien
Dans les travaux postérieurs à ceux de Duverger, l'équilibre duvergérien est utilisé pour définir le bipartisme correspondant au mode de scrutin uninominal à un tour. Cet équilibre est généralement atteint après plusieurs rondes électorales. Si la supposition de Duverger est fondée et que les électeurs et les partis agissent toujours de manière stratégique et rationnelle, un équilibre émerge. Cet équilibre consiste en la situation où seuls deux partis ou deux candidats reçoivent la totalité des votes. Selon cette logique, les autres partis ne devraient pas recevoir de votes.

## Mécanismes
Dans ses premiers ouvrages faisant référence à ce principe, Duverger insiste sur la différence marquée entre les effets mécaniques et les effets psychologiques, liés aux processus de polarisation et de dépolarisation. Les recherches des politologues qui ont suivi ont toutefois dénoncé cette simplification.
En se basant sur les idées de Duverger, William H. Riker a divisé le principe en une loi et une hypothèse. Cette division des principes est reconnue dans les travaux postérieurs sur le sujet.

### Loi de Duverger
La loi de Duverger est le constat vérifié qui fait le lien entre les modes de scrutin uninominal à un tour et le bipartisme. La loi est la première partie de sa théorie. Elle s'exprime ainsi : le scrutin uninominal à un tour favorise le bipartisme.
Le principe défendu par la loi de Duverger est lié à un processus de polarisation. Selon la loi, ce processus survient dans les modes de scrutin uninominal à un tour. La polarisation des voix est la division des votes destinés à deux partis. C'est ce mécanisme en particulier qui donne des résultats non proportionnels. Les deux partis principaux gagnent donc plus de sièges que la proportion de votes ne l'aurait prévu dans un système proportionnel. C'est une situation qui désavantage les petits partis.

### Hypothèse de Duverger
L'hypothèse de Duverger est la suite de la loi de Duverger. Si le mode de scrutin uninominal à un tour favorise le bipartisme, alors un lien existe également entre les autres modes de scrutin décrits par Duverger et le nombre de partis viables. L'hypothèse s'exprime ainsi : la représentation proportionnelle et le scrutin à deux tours favorisent le multipartisme.
Le principe défendu par l'hypothèse de Duverger est lié à un processus de dépolarisation. Dans les modes de scrutin à deux tours et dans les systèmes proportionnels, les électeurs votent davantage pour les petits partis, car ils considèrent la possibilité réelle que ces partis soient élus. Dans ces systèmes, les petits partis ont aussi des chances d'être élus et sont donc encouragés à se former.

### Effets mécaniques
Les effets mécaniques sont les effets des lois électorales sur la traduction des votes en sièges. Les lois électorales prévoient la proportion de votes nécessaires à l'élection d'un candidat. Elles prévoient aussi le nombre de sièges à pourvoir dans les circonscriptions. Dans le mode de scrutin uninominal à un tour, un candidat n'a besoin d'obtenir que la majorité relative des votes pour obtenir le siège de sa circonscription. Cela signifie que certains partis sont surreprésentés lorsqu'une grande proportion de votes ne leur était pas destinée. Les effets mécaniques décrivent également la sous-représentation systématique des petits partis, car les lois électorales rendent difficile pour ces partis d'obtenir la majorité des voix dans une circonscription.
Les effets mécaniques sont réfléchis par Duverger comme excluant toute influence sociale ou politique. Sa perception des systèmes électoraux était celle de machines déterministes qui transforment mécaniquement les votes en sièges.

### Effets psychologiques
Les effets psychologiques sont les mécanismes psychologiques causés par les effets mécaniques. Ils décrivent l'anticipation des électeurs, des candidats et des partis à l'égard des effets mécaniques du mode de scrutin uninominal à un tour. Les électeurs effectuent un vote stratégique, ou vote utile. C'est cette tendance à déserter le parti favori qui renforce le bipartisme. Les autres acteurs électoraux, les candidats et les partis, pourraient également faire le choix stratégique de ne pas participer, connaissant les chances minces de gagner.

### Exemples
Plusieurs systèmes électoraux tendent à confirmer la loi et l'hypothèse de Duverger. En voici quelques-uns.
- États-Unis : Selon les observations d'André Blais, la loi de Duverger s'applique presque parfaitement au cas des États-Unis. Seuls deux candidats sont envisageables dans 94% des circonscriptions[13].

- Italie : Les résultats d'une étude de Steven R. Reed démontrent que le système mixte de l'Italie établi en 1993 confirme la loi de Duverger. La plupart des circonscriptions étudiées penchent vers la compétition bipartite[14].

- Japon : Les résultats d'une étude de Steven R. Reed démontrent qu'il est possible d'appliquer la loi de Duverger sur le cas particulier du Japon. Le Japon a un système mixte : un scrutin uninominal à un tour pour élire une partie de la chambre basse et un scrutin proportionnel plurinominal pour élire l'autre partie de cette chambre[15].

- Mongolie : Les résultats d'une étude de Pavel Maškarinec démontrent qu'il y a un équilibre duvergérien dans le système électoral mongol. La plupart des circonscriptions répondent à la norme bipartisane de Duverger[7].

## Débats

### Contributions
Gary W. Cox a contribué à l'amélioration de cette loi en insérant la variable de la magnitude des districts. La magnitude correspond au nombre de sièges à pourvoir dans une circonscription. Dans le mode de scrutin uninominal à un tour, la magnitude est 1, car il n'y a qu'un siège à pourvoir dans une circonscription. L'élection détermine quel candidat occupe ce siège. Cox fait donc le lien entre la magnitude et le nombre de candidats viables : lorsque M = 1, le nombre de candidats viables est de deux. Si la magnitude du district est augmentée, le nombre de candidats viables augmente également, mais ne peut dépasser M + 1. Cox donne trois conditions pour que le vote stratégique défendu par Duverger mène au bipartisme : 1) les électeurs doivent voter de manière rationnelle, 2) les informations sur les prévisions électorales doivent être précises et accessibles et 3) il doit y avoir un ajustement du choix des électeurs.
En 1971, Douglas Rae suggère une révision de la loi de Duverger selon laquelle le mode de scrutin majoritaire donne toujours deux partis sauf lorsqu'il y a des partis de minorités forts à l'échelle locale. Rae a accepté et confirme les principes de Duverger, mais ses recherches tendent à infirmer le statut de loi au sens scientifique.
Dans un chapitre de Models of Strategic Choice in Politics (1989), Thomas R. Palfrey contribue aux principes de Duverger avec l'idée de l'équilibre duvergérien, ce qui réfère au bipartisme causé par les électeurs qui désertent stratégiquement les partis non viables.

### Critiques
Les principes de Duverger ont été soumis à une multitude de critiques. Le politologue français Olivier Duhamel note à ce sujet que la Loi de Duverger "ne vaut que dans une société relativement homogène et un État assez centralisé. Dans le cas contraire, le système de parti national se voit concurrencé par des sous-systèmes régionaux".
Les recherches des politologues qui ont suivi ont aussi dénoncé la simplification de la division entre les effets mécaniques et les effets psychologiques présents dans la logique de Duverger. Il est maintenant reconnu que les effets psychologiques sont intimement liés aux effets mécaniques. Il n'est pas possible d'observer seuls les effets mécaniques ou psychologiques; ils sont toujours liés et mutuellement présents. Kenneth Benoit donne l'exemple d'un pays où les règles électorales sont récentes, dans lequel les électeurs n'ont pas encore vécu les effets mécaniques de ce type de système. Dans cette situation, les électeurs n'agiraient donc pas de manière stratégique comme la loi le prédit, car l'information relative à la compétition partisane n'existe pas.
Selon Benoit, s'il est vrai qu'une tendance est observable, il faut faire preuve de réserve quant à l'acceptation de ce principe comme loi. Les effets du système électoral sont selon lui probabilistes, ce qui signifie que les effets sont probables, mais pas certains. Il y a certainement une tendance, mais elle ne s'applique pas dans tous les cas.
Brian J. Gaines considère qu'il y a des ambiguïtés dans la formulation de Duverger. Il n'est pas explicite quant au niveau (national, provincial ou municipal) sur lequel le principe fait effet. Il ne considère pas le palier où s'effectue le choix stratégique. Il ne prévoit pas non plus que les électeurs de certains pays doivent voter à plusieurs élections. Tous ces manquements font en sorte que le principe est incomplet et ne fournit pas assez d'informations sur les situations réelles.
Une critique très répandue est que Duverger ne prend pas en compte les facteurs sociaux dans son analyse. André Blais défend Duverger en affirmant qu'il inclut des variables sociologiques : il comprend l'influence de la structure socio-économique et idéologique. Aussi, à l'époque de Duverger, les analyses multivariées incluant un grand nombre de facteurs n'étaient pas largement utilisées.

## Contre-exemples
La réalité électorale de plusieurs pays tend à invalider les principes de Duverger, les distinctions entre bipartisme et multipartisme relèveraient davantage des réalités sociales propres à chaque société. Duverger décrivait d'ailleurs ces contre-exemples comme rares et justifiés par des facteurs spéciaux. À titre d'exemple, on peut constater le cas de l'Espagne, qui jusqu'aux élections de 2015, a vu la domination de deux partis aux Cortés en dépit d'un mode de scrutin proportionnel : le Parti populaire et le Parti socialiste ouvrier espagnol.

### Le cas canadien
Riker, Rae et Dobell ont, tous les trois, cherché à comprendre pourquoi le Canada est une exception à la loi. Au Canada, le scrutin uninominal à un tour est utilisé aux échelons fédéral, provincial et municipal. Rae a expliqué que l'exception canadienne est causée par la variation géographique et cette idée est devenue consensuelle. D'autres affirment que le Canada n'est pas un contre-exemple parfait. Par exemple, les résultats électoraux dans les circonscriptions confirment souvent les principes de Duverger. Le multipartisme canadien peut toutefois s'expliquer par la complexité du fédéralisme. Les systèmes partisans nationaux, provinciaux et municipaux sont tous les trois différents. La loi se confirme dans les résultats des circonscriptions où il y a effectivement un bipartisme saillant, mais ne s'applique pas à l'échelon national au Canada où le multipartisme est bien présent.

### Le cas indien
L'Inde connaît également un fort multipartisme au sein de son assemblée (Lok Sabha) malgré l'existence du scrutin majoritaire uninominal à un tour. Les chercheurs ont attribué l'exception indienne aux clivages sociaux qui sont renforcés par les institutions fédérales. L'équilibre partisan indien consiste en quatre partis plutôt que deux. Considérant que les clivages transcendent la société politique indienne par son caractère fédéral, le multipartisme peut exister aux échelons sous-nationaux.  Cela soutient l'idée que les contre-exemples doivent être étudiés pour comprendre les faiblesses des principes de Duverger. Par exemple, selon Rekha Diwakar, il faut étudier un ensemble de facteurs plus larges pour expliquer le multipartisme du système indien.

### Explications
Selon les observations d'André Blais, seuls deux candidats sont envisageables dans moins de 5% des circonscriptions au Canada, ce qui contrarie les principes de Duverger. Blais donne deux raisons pour justifier les contre-exemples divers. Premièrement, même lorsque les partisans des candidats plus faibles constatent que leur candidat n'a pas de chance de gagner, ils peuvent décider de tout de même voter pour lui, ce qui implique que les préférences individuelles sont plus fortes que ce que les principes de Duverger prévoient. Deuxièmement, les partis de ces systèmes font quand même le choix de présenter des candidats malgré des conditions qui leur sont défavorables. Ce choix s'explique par le fait que certains candidats font des choix stratégiques à long terme : ils pourraient avoir un intérêt à se présenter sur la place publique pour avoir de la visibilité, même si à court terme cela ne donne pas de résultat. Ce choix s'explique aussi par la stratégie des partis à présenter des candidats dans toutes les circonscriptions même si ces candidats n'ont pas de chance de gagner. Ces détails tendent à infirmer l'hypothèse de Duverger, car les candidats et les partis n'agissent pas selon une rationalité instrumentale. Les choix sont parfois basés sur autre chose qu'un calcul coût-bénéfice à court terme.
Une autre explication possible à l'existence de contre-exemples est que les deux partis composant le système partisan varient d'une circonscription à l'autre en raison des préférences propres aux électeurs. Ce ne sont pas toujours les mêmes deux partis qui ont des candidats forts dans chaque circonscription. C'est pourquoi beaucoup de chercheurs sur ce sujet s'entendent maintenant pour affirmer que bien que les principes de Duverger aient été considérés à l'échelon national, ils s'appliquent plus aisément au palier des circonscriptions.